# DebConf
DebConfとは、Debian開発者が今後の開発について議論を行うため年1回開催されるカンファレンスである。
スケジュールの決められたワークショップと討論を除いて、非公式の場において、Debian開発者はDebianシステムに関してハックする機会が与えられる。これは2003年にオスロで開催されたOslo DebConfから、 DebCampという形で正式なセッションとして導入されており、コンピュータインフラを設けた一角でこれを行う。

## DebConfの開催場所
| 回        | 年     | 日程           | 開催地                                   |
| --------- | ------ | -------------- | ---------------------------------------- |
| DebConf0  | 2000年 | 7月5-9日       | フランス、ボルドー                       |
| DebConf1  | 2001年 | 7月2-5日       | フランス、ボルドー                       |
| DebConf2  | 2002年 | 7月5-7日       | カナダ、トロント                         |
| DebConf3  | 2003年 | 7月18-20日     | ノルウェー、オスロ                       |
| DebConf4  | 2004年 | 5月26日-6月2日 | ブラジル、ポルト・アレグレ               |
| DebConf5  | 2005年 | 7月10-17日     | フィンランド、ヘルシンキ                 |
| DebConf6  | 2006年 | 5月14-22日     | メキシコ、オアステペック                 |
| DebConf7  | 2007年 | 6月17-23日     | イギリス・ スコットランド、エディンバラ  |
| DebConf8  | 2008年 | 8月10-16日     | アルゼンチン、マル・デル・プラタ         |
| DebConf9  | 2009年 | 7月24-30日     | スペイン、カセレス                       |
| DebConf10 | 2010年 | 8月1-7日       | アメリカ、ニューヨーク（コロンビア大学） |
| DebConf11 | 2011年 | 7月24-30日     | ボスニア・ヘルツェゴビナ、バニャ・ルカ   |
| DebConf12 | 2012年 | 7月1-14日      | ニカラグア、マナグア                     |
| DebConf13 | 2013年 | 8月11-18日     | スイス、ヴォマルキュ                     |
| DebConf14 | 2014年 | 8月23-31日     | アメリカ、ポートランド                   |
| DebConf15 | 2015年 | 8月15-22日     | ドイツ、ハイデルベルク                   |
| DebConf16 | 2016年 | 7月3-9日       | 南アフリカ、ケープタウン                 |
| DebConf17 | 2017年 | 8月6-12日      | カナダ、モントリオール                   |
| DebConf18 | 2018年 | 7月29日-8月4日 | 台湾、新竹市                             |

また非公式ではあるが、日本人Debian開発者を中心に、日本での開催も以前から計画している。

## Miniconf
これは小規模なDebianに関するイベントで、年1回開催されるオーストラリアでのLinuxカンファレンス、linux.conf.auに合わせ開催される。
過去、そして今後開催されるMiniconfの場所:
| 回                                                | 年     | 日程       | 開催地                       |
| ------------------------------------------------- | ------ | ---------- | ---------------------------- |
| Debian GNU/Linux: Australian Mini-Conference 2002 | 2002年 | 2月4-5日   | オーストラリア、ブリスベン   |
| Debian Miniconf2                                  | 2003年 | 1月20-21日 | オーストラリア、パース       |
| Debian Miniconf3                                  | 2004年 | 1月12-13日 | オーストラリア、アデレード   |
| Debian Miniconf4                                  | 2005年 | 4月18-19日 | オーストラリア、キャンベラ   |
| Debian Miniconf5                                  | 2006年 | 1月23-24日 | ニュージーランド、ダニーデン |
| Debian Miniconf6                                  | 2007年 | 1月15-16日 | オーストラリア、シドニー     |
| MiniDebConf Centroamérica: Panamá                 | 2010年 | 3月20-23日 | パナマ、パナマ市             |
| MiniDebConf 2010                                  | 2010年 | 6月10-11日 | ドイツ、ベルリン             |
| MiniDebConf 2010 India                            | 2010年 | 8月7-8日   | インド、プネー               |